# Пак Ынсон (футболистка)
Пак Ынсон (кор. 박은선; род. 25 декабря 1986, Пусан) — южнокорейская футболистка, нападающая. Выступала за сборную Республики Корея.

## Биография

### Клубная карьера
На молодёжном уровне выступала за команду Высшей школы информационных технологий «Донсан».
В 2005 году перешла в профессиональную команду «Сеул», однако долгое время не имела возможности стабильно играть за команду. Два первых сезона спортсменка пропустила из-за ограничений, наложенных тогда федерацией футбола на выступления молодых игроков, некоторое время пропустила из-за личных проблем и из-за травм, а также была отстранена на пол-сезона из-за того, что пропустила тренировку национальной сборной. Тем не менее, к началу 2010-х годов футболистка стала ведущим игроком основы своего клуба. В 2012 году она забила 10 голов за сезон, а в 2013 году стала лучшим бомбардиром чемпионата Кореи с 19 голами, а также серебряным призёром сезона.
В межсезонье 2013/14 тренеры шести команд-соперников потребовали отстранения Пак от футбола, так как усомнились, что она относится к женскому полу. Сама спортсменка сочла эти подозрения унизительными, а на её защиту встали правозащитники. До того футболистка несколько раз проходила гендерные тесты (2004, 2010), которые показывали завышенный уровень тестостерона, однако это позволяло ей выступать среди женщин. Тем не менее, на одно из международных соревнований в 2010 году руководители корейской сборной её не взяли. Весной 2014 года в итоге федерация футбола встала на сторону Пак, а некоторые её оппоненты подали в отставку. Ещё полсезона после этого спортсменка провела в Корее, а летом 2014 года перешла в российский клуб «Россиянка».
В чемпионате России дебютировала 12 августа 2014 года в матче против клуба «Звезда-2005». Свой первый гол забила во второй игре, 25 августа в ворота «Рязань-ВДВ». Всего за половину 2014 года сыграла 10 матчей, в которых забила 3 гола. В начале 2015 года провела 3 матча и забила один гол, а её команда завоевала серебряные награды сезона-2015.
В ходе сезона 2015 года вернулась в Корею, где выступала за клубы «Ичхон Дэкё» и «Гуми Спортстото».

### Карьера в сборной
В составе молодёжной сборной Республики Корея в 2004 году стала чемпионкой Азии среди девушек до 20 лет, лучшим бомбардиром (8 голов) и лучшим игроком чемпионата. Сделала хет-трик в финальном матче против Китая (3:0).
За национальную сборную выступала с 2003 года. На чемпионате Азии 2003 года забила 7 голов в 4 матчах (в том числе 4 гола в ворота Гонконга, 8:0) и стала бронзовым призёром турнира. На чемпионате мира 2003 года провела 3 матча. Победительница чемпионата Восточной Азии 2005 года, где забила один из трёх голов своей команды.
Во второй половине 2000-х и начале 2010-х годов практически не играла за сборную из-за различных конфликтов и травм. Вернулась в команду в 2014 году перед чемпионатом Азии, где стала полуфиналисткой и лучшим бомбардиром турнира (6 голов). Сделала хет-трик в матче групповой стадии против Таиланда (4:0). В 2015 году во второй раз в карьере приняла участие в финальном турнире чемпионата мира и сыграла 2 матча.
С 17 голами входит в десятку лучших снайперов сборной Южной Кореи за всю историю (по состоянию на 2018 год).